# If U Want Me
If U Want Me – singel polskiej piosenkarki Blanki. Singel został wydany 23 maja 2024.
Kompozycja znalazła się na 15. miejscu listy OLiA, najczęściej odtwarzanych utworów w polskich rozgłośniach radiowych.

## Geneza utworu i historia wydania
Utwór napisali i skomponowali Sebastian Atas, Victor Sjöström, Louise Lindberg i Lova Sönnerbo.
Singel ukazał się w formacie digital download 23 maja 2024 w Polsce za pośrednictwem wytwórni płytowej Warner Music Poland.
1 czerwca 2024 piosenka została zaprezentowana telewidzom stacji TVN w programie Dzień dobry TVN. 24 sierpnia wykonała utwór podczas „Przeboju lata Radia Zet i Polsatu”.

## „If U Want Me” w stacjach radiowych
Nagranie było notowane na 15. miejscu w zestawieniu OLiA, najczęściej odtwarzanych utworów w polskich rozgłośniach radiowych.

## Teledysk
Do utworu powstał teledysk w reżyserii Przemysława Gomuły, który udostępniono 12 czerwca 2024 za pośrednictwem serwisu YouTube.

## Lista utworów
- Digital download[2]

1. „If U Want Me” – 2:52

## Notowania

### Pozycja na liście airplay
| Kraj   | Lista (2024)                   | Najwyższa pozycja |
| ------ | ------------------------------ | ----------------- |
| Litwa  | TopHit Radio Hits              | 178               |
| Polska | OLiS – oficjalna lista airplay | 15                |

## Wyróżnienia
| Rok  | Konkurs                  | Kategoria    | Rezultat    |
| ---- | ------------------------ | ------------ | ----------- |
| 2024 | Przebój roku RMF FM 2024 | Przebój roku | 95. miejsce |